# Roland Thalmann
Roland Thalmann, né le 5 août 1993 à Romoos, est un coureur cycliste suisse.

## Biographie
Passé au niveau continental en 2015 au sein de l'équipe Roth-Škoda, il décroche un top 10 au cours de cette saison en terminant 8e du Tour de Lombardie amateurs. 
En 2016, alors que son équipe Roth a été promue au rang d'équipe continentale professionnelle, il termine meilleur grimpeur de l'Étoile de Bessèges et se classe 8e du Tour du Doubs en fin de saison. Cette première année dans une  équipe continentale professionnelle lui permet également de découvrir les courses de l'UCI World Tour puisque Thalmann participe au Tour de Romandie, dont il prend  la 102e place du classement général final. 
Il porte en 2017 les couleurs de la formation Roth-Akros, qui évolue avec le statut d'équipe continentale. En été, il est sélectionné pour participer aux championnats d'Europe de cyclisme sur route.
En août 2018, il termine 35e du championnat d'Europe sur route à Glasgow.
En 2019, il termine troisième du Tour international de Rhodes, neuvième du Tour des Alpes puis septième du Tour d'Alsace.
En 2020, il est sélectionné pour représenter son pays aux championnats d'Europe de cyclisme sur route organisés à Plouay dans le Morbihan. Il se classe vingt-deuxième de la course en ligne.

## Palmarès
- 2011
  - 2e du Prix des Vins Henri Valloton juniors
- 2012
  - 2e du championnat de Suisse de la montagne espoirs
- 2014
  - Troyes-Dijon
- 2019
  - 3e du Tour international de Rhodes
- 2020
  - 2e du championnat de Suisse de la montagne[6]
  - 3e de Martigny-Mauvoisin[6]
- 2021
  - 2e du Tour de Savoie Mont-Blanc
- 2022
  - 2e étape du Tour d'Alsace
  - 3e du Tour Alsace

## Classements mondiaux
| Année                                 | 2015  | 2016  | 2017 | 2018 | 2019 | 2020  | 2021 | 2022 | 2023  | 2024  |
| ------------------------------------- | ----- | ----- | ---- | ---- | ---- | ----- | ---- | ---- | ----- | ----- |
| Classement mondial                    |       | 1202e | 867e | 720e | 450e | 1151e | 312e | 576e | 2406e | 1687e |
| UCI Europe Tour                       | 1070e | 888e  | 593e | 428e | 352e | 891e  | 263e | 450e | nc    | nc    |
| UCI Asia Tour                         | nc    | 488e  | 364e | nc   |      |       |      |      |       |       |
|                                       |       |       |      |      |      |       |      |      |       |       |
| Légende : nc = non classéSource : UCI |       |       |      |      |      |       |      |      |       |       |